# فورفوریلامین
فورفوریلامین (به انگلیسی: Furfurylamine) یک ترکیب شیمیایی با شناسه پاب‌کم 1-(2-Furyl)methylamine است. شکل ظاهری این ترکیب، ۱۱۳٫۴۱۹ g/mol است.